# Lars-Olov Höglund
Lars-Olov Höglund, född 17 juni 1950, är en svensk civilingenjör och kärnkraftssäkerhetskritiker.

## Biografi
Höglund arbetade mellan 1976 och 1986 för Statens Vattenfallsverk med uppföljning och handläggning av ventilations- och avfallssystem, som chef för enheten projektfrågor inom kärnkraftsavdelningen (Forsmark), samt som chef för enheten Forsmark tillhörande kärnkraftsavdelningen. Höglund gör även anspråk på att ha varit ordinarie ledamot av Vattenfalls centrala säkerhetskommitté CSÄK, vilken han i en skrivelse från 2005 ansåg ha haft avsevärt större tekniska resurser för att utvärdera säkerhets- och miljöfrågor än den dåvarande kontrollerande myndigheten SKI och kärnkraftverk. Under 1990-talet anlitades Höglund för säkerhetsrelaterade uppdrag av Forsmark.
Höglund ägde under 1990-talet och 00-talet tillsammans med Lars Lindberg konsultföretaget Kärnkraftteknik AB. Bolaget har enligt sina ägare på oriktigt sätt inte blivit inbjudna till offentliga upphandlingar, och har utan framgång försökt stämma Forsmark och Ringhals i olika mål och instanser. Dock har EU-kommissionen, 2005 i en skrivelse till Sveriges regering, påtalat att konsultbolaget "inte fått tillgång till alla de regler och kriterier" för de upphandlingar de deltagit i.